# Philadelphia Flyers
A Philadelphia Flyers Pennsylvania állam Philadelphia városának profi jégkorongcsapata. Ez a klub az NHL Keleti főcsoport atlanti divíziójának tagja. Az 1967-es bővítést követően a Flyers volt az első, amelyik nem volt tagja az Original Sixnek, és Stanley-kupát tudott nyerni 1974-ben és 1975-ben. Ezeken kívül még hat alkalommal sikerült a döntőig jutniuk, ám azóta nem győzedelmeskedtek.

## Jelenlegi keret
2012 február 11

### Csatárok
- 42  Jason Akeson
- 40  Vincent Lecavalier
- 14  Sean Couturier
- 28  Claude Giroux
- 37  Jay Rosehill
- 24  Matt Read
- 36  Zac Rinaldo
- 10  Brayden Schenn
- 17  Wayne Simmonds
- 93  Jakub Voráček
- 18  R. J. Umberger
- 25  Ryan White
- 12  Michael Raffl

### Hátvédek
- 22   Luke Schenn
- 61  Shayne Gostisbehere
- 5  Braydon Coburn
- 8  Nicklass Grossmann
- 47 Andrew Macdonald
- 15  Michael Del Zotto
- 32  Mark Streit
- 44  Kimmo Timonen
- 55  Samuel Morin

### Kapusok
- 35  Steve Mason
- 29  Ray Emery

## Klubrekordok
Pályafutási rekordok (csak a Flyers-szel)
- Legtöbb mérkőzés: 1144, Bobby Clarke
- Legtöbb gól: 420, Bill Barber
- Legtöbb gól (hátvéd): 138, Mark Howe
- Legtöbb emberelőnyben lőtt gól: 145, Tim Kerr
- Legtöbb emberelőnyben lőtt gól (hátvéd): 39, Eric Desjardins és Mark Howe
- Legtöbb emberhátrányban lőtt gól: 32, Bobby Clarke
- Legtöbb gólpassz: 852, Bobby Clarke
- Legtöbb gólpassz (hátvéd): 342, Mark Howe
- Legtöbb pont: 1210, Bobby Clarke
- Legtöbb pont (hátvéd): 480, Mark Howe
- Legtöbb kiállitásperc: 1817, Rick Tocchet

Szezonrekordok
- Legtöbb gól: 61, Reggie Leach (1975–1976)
- Legtöbb gól (hátvéd): 24, Mark Howe (1985–1986)
- Legtöbb emberelőnyben lőtt gól: 34, Tim Kerr (1985–1986)
- Legtöbb emberelőnyben lőtt gól (hátvéd): 8, Mark Howe (1987–1988) és Eric Desjardins (1999–2000)
- Legtöbb emberhátrányban lőtt gól: 7, Bryan Propp (1984–1985), Mark Howe (1985–1986) és Mike Richards (2008–2009)
- Legtöbb gólpassz: 89, Bobby Clarke (1974–1975 és 1975–1976)
- Legtöbb gólpassz (hátvéd): 60, Garry Galley (1993–1994)
- Legtöbb pont: 123, Mark Recchi (1992–1993)
- Legtöbb pont (hátvéd): 82, Mark Howe (1985–1986)
- Legtöbb kiállitásperc: 472, Dave Schultz (1974–1975) (ez NHL rekord)

Kapusrekordok – pályafutás
- Legtöbb mérkőzés: 489, Ron Hextall
- Legtöbb shutout: 50, Bernie Parent
- Legtöbb győzelem: 240, Ron Hextall

Kapusrekordok – szezon
- Legtöbb mérkőzés: 73, Bernie Parent (1973–1974)
- Legtöbb shutout: 12, Bernie Parent (1973–1974 és 1974–1975)
- Legtöbb győzelem: 47, Bernie Parent (1973–1974)

## Visszavonultatott mezszámok
- Bernie Parent (1)
- Mark Howe (2)
- Barry Ashbee (4)
- Bill Barber (7)
- Bobby Clarke (16)
- Eric Lindros (88)